# Diocèse de Hexham et Newcastle
Le diocèse de Hexham et Newcastle est un diocèse catholique couvrant les frontières historiques du comté de Durham et du Northumberland. Il est l'un des six sièges suffragants de l'archidiocèse de Liverpool en Angleterre, constitué le 23 mai 1861. Depuis 2023, son évêque est Stephen Wright (en).

## Territoire
Le diocèse comprend les comtés anglais de Northumberland, Tyne and Wear et Durham.
L'évêché, à Newcastle upon Tyne, voit son siège en la cathédrale Sainte-Marie. À Hexham se trouve l'abbaye St Andrew (siège de l'ancien diocèse d'Hexham, aujourd'hui église anglicane), un bâtiment du XIIe siècle construit sur un ancien monastère fondé par saint Wilfrid en 674.
Le territoire couvre 8 722 km², et il est divisé en 133 paroisses, desservies par 42 diacres et 141 prêtres.

## Histoire

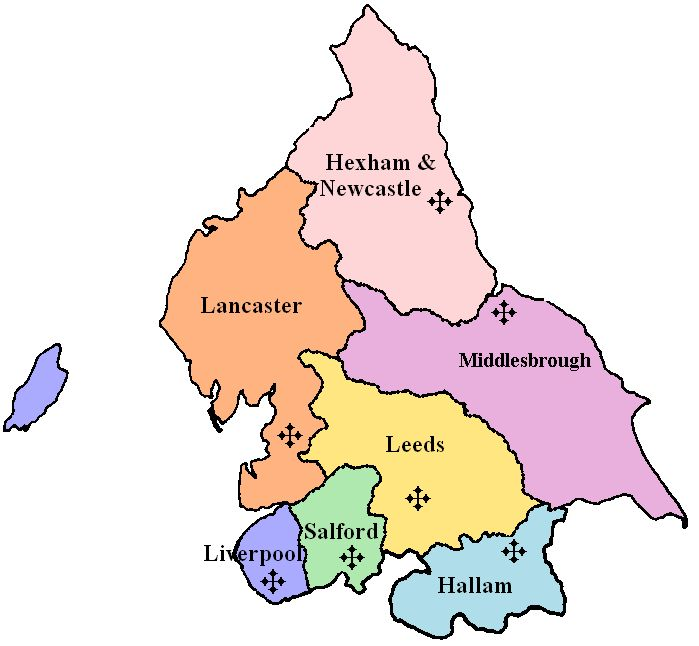
Localisation du diocèse au sein de la province ecclésiastique de Liverpool

Le diocèse de Hexham et Newcastle a été érigé le 30 janvier 1688 par le pape Innocent XI en tant que vicariat apostolique du district de Northern à partir de cessions de territoires du vicariat apostolique d'Angleterre. En 1840, le vicariat a cédé des parties de son territoire pour créer les vicariats apostoliques des districts du Lancashire et du Yorkshire.
Le 29 septembre 1850, le vicariat fut élevé au rang de diocèse par le pape Pie IX par la constitution apostolique Universalis Ecclesiae - rétablissement de la hiérarchie catholique en Angleterre - et rebaptisé diocèse de Hexham. Il fut placé sous la tutelle de l'archevêché de Westminster en tant qu'évêché suffragant. L'évêché d'Hexham a été rebaptisé évêché de Hexham et Newcastle le 23 mai 1861. 

## Évêques
- William Hogarth (1861–1866)
- John Chadwick (1866–1882)
- John William Bewick (1882–1886)
- Henry O'Callaghan (1887–1889)
- Thomas William Wilkinson (1889–1909)
- Richard Collins (1909–1924)
- Joseph Thorman (1924–1936)
- Joseph McCormack (1936–1958)
- James Cunningham (1958–1974)
- Hugh Lindsay (1974–1992)
- Michael Ambrose Griffiths, O.S.B. (1992–2004)
- Kevin John Dunn (2004–2008)
- Séamus Cunningham (2009–2019)
- Robert John Byrne, C.O. (2019–2022)
- Stephen Wright (en) (2023- )